# 亨利三十世 (羅伊斯-格拉)
亨利三十世（德語：Heinrich XXX.，1727年4月24日—1802年4月26日），羅伊斯-格拉伯爵，1748年至1802年在位。
1773年，亨利三十世與普法爾茨-蓋爾恩豪森伯爵約翰的女兒路易絲·克莉絲蒂安妮（Luise Christiane）結婚，兩人沒有子女。1802年亨利去世，羅伊斯-格拉絕嗣，領地併入羅伊斯-施萊茨。